# Aleksandr Ostrovski

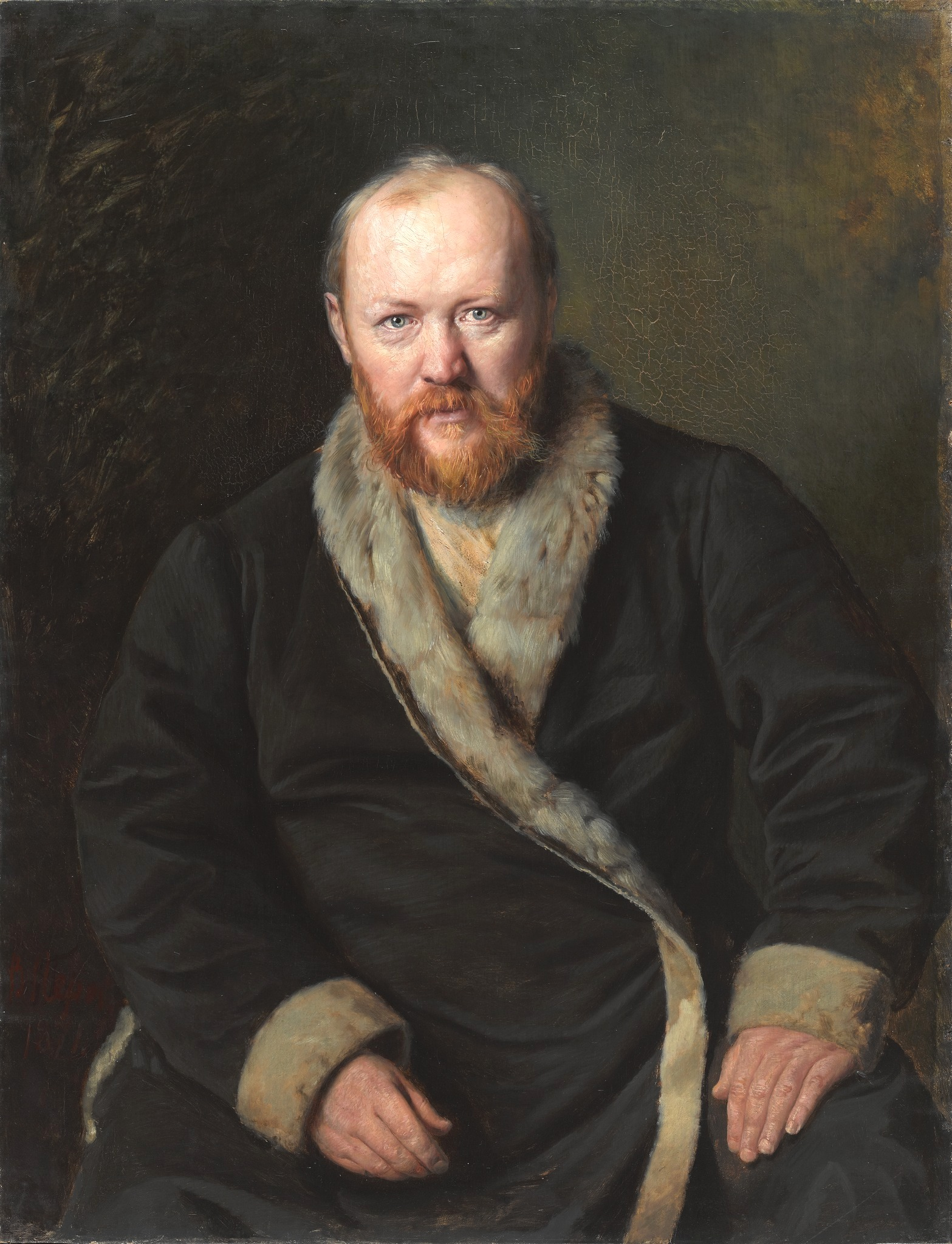
Portret van Aleksandr Ostrovski door Vasili Perov.

Aleksandr Nikolajevitsj Ostrovski (Russisch: Александр Николаевич Островский) (Moskou, 12 april [O.S. 31 maart] 1823 – Shchelykovo, (Gouvernement Kostroma), 14 juni [O.S. 2 juni] 1886) was een Russische toneelschrijver.

## Leven en werk
Ostrovski studeerde aan het 'eerste gymnasium van Moskou' (1835 - 1840) en volgde vervolgens een rechtenstudie aan de Staatsuniversiteit van Moskou (1840 - 1843). Deze studie maakte hij echter nooit af.
Hij kreeg vervolgens werk als klerk in het kantoor van de Moskouse Gewetensrechtbank (Sovestny soed; een burgerrechtbank in het Russische Rijk tussen 1775 en 1862), en ook bij het Commerciële Hof in Moskou. Beide tribunalen werden vaak opgeroepen om geschillen tussen Russische handelaren op te lossen (een 'sovestny soed' was onder andere een tuchtrechtbank). Ostrovski gebruikte deze handelaren als inspiratie voor de personages in zijn eerste werken. Onder deze werken bevinden zich De Arme Bruid (Bednaja nevesta), Armoede is geen Misdrijf (Bednost ne porok) en Plaats jezelf niet in de slede van iemand anders (Ne v svoi sani ne sadis). Van deze laatste beweerde Nicolaas I van Rusland dat het geen toneelstuk was, maar een levensles. De handelaarsklasse wordt vooral uitgebeeld in De Storm en Svoj ljoedi - sotsjtjomsja!.
Dit laatste toneelstuk werd 10 jaar lang verboden, totdat Alexander II van Rusland aan de macht kwam en Ostrovski werd ontheven uit overheidsdienst. Hij kwam onder toezicht van de politie. De liberale tendenties van de nieuwe regering maakten dat Ostrovski al snel meer vrijheid kreeg. Hij was een van de literaire mensen die naar de provincies werd gestuurd om verslag uit te brengen van de mensen aldaar.
Deze missie zette Ostrovski ertoe aan een aantal historische drama’s te schrijven zoals Kozma Zacharjitsj Minin-Soechoroek, De valse Dimitri en Vasili Sjoejski. Veel van zijn latere werken gaan over de Russische adelstand.
Ostrovski kreeg steun van Alexander III van Rusland. Met behulp van kapitalisten uit Moskou richtte hij het Maly-theater op als modeltheater en school voor toneelkunsten. Hij werd zelf de eerste toneelregisseur van dit theater.
Ostrovski stierf op weg naar zijn huis in Kostroma.